# 布羅德韋 (北卡羅萊納州)
布羅德韋（英語：Broadway）是一個位於美國北卡羅萊納州哈尼特縣及李縣的城鎮。

## 人口
根據2020年美國人口普查的數據，布羅德韋的面積為3.44平方千米，當中陸地面積為3.35平方千米，而水域面積為0.09平方千米。當地共有人口1267人，而人口密度為每平方千米368人。